# Wiesław Cisek
Wiesław Cizek (Radymno, 2 gennaio 1963) è un ex calciatore polacco, di ruolo difensore.

## Caratteristiche tecniche
Cizek giocava sulla fascia sinistra, prevalentemente come terzino ma anche come esterno di centrocampo.

## Carriera

### Club
Ha giocato nella prima divisione polacca.

### Nazionale
Esordisce in nazionale nel 1987, in una gara amichevole contro la Germania Ovest. In totale, ha disputato 13 presenze con la Polonia.

## Palmarès

### Competizioni nazionali
- Fußball-Regionalliga: 1

Oldenburg: 1995-1996 (Regionalliga Nord)
- Campionato polacco di seconda divisione: 1

Widzew Lodz: 1990-1991